# 劳氏马先蒿
劳氏马先蒿（学名：Pedicularis roborowskii）为列当科马先蒿属的植物，为中国的特有植物。分布在中国大陆的四川、青海、甘肃等地，生长于海拔2,400米至3,500米的地区，多生于云杉桦木林灌丛中，目前尚未由人工引种栽培。